# Liste der Naturdenkmale in Niederelbert
Die Liste der Naturdenkmale in Niederelbert nennt die im Gemeindegebiet von Niederelbert ausgewiesenen Naturdenkmale (Stand 13. Juni 2024).

## Naturdenkmale
| Nr.         | Bezeichnung            | Lage                                                     | Beschreibung                                | Bild                          |
| ----------- | ---------------------- | -------------------------------------------------------- | ------------------------------------------- | ----------------------------- |
| ND-7143-433 | Stieleiche am Wegkreuz | nördlich des Ortes an der K 168; Flur Auf der Heide Lage | auch Kreuzeiche; Quercus robur              | mehr Fotos \| Fotos hochladen |
| ND-7143-447 | Basaltkegel Dielkopf   | westlich des Ortes; Abteilung Dielkopf Lage              | Basaltformation; flächenhaftes Naturdenkmal | Fotos hochladen               |